# 특수요원 빼꼼
특수요원 빼꼼(Agent Backkom : Kings Bear, 중국어: 贝肯熊2：金牌特工)은 중국에서 제작된 장양 감독의 2021년 애니메이션 영화이다. 정성원 등 성우들이 목소리로 출연하였다.
2020년 2월 중국에서 개봉될 예정이었으나, 코로나바이러스감염증-19 사태로 인해 개봉되지 못했다. 2021년 2/4분기에 개봉이 예정되었다.

## 목소리 출연
- 정성원(성우 임경명의 예명): 빼꼼
- 박시윤: 제시카, 디키
- 장병관: 빅투스
- 서정익: 엑스

## 기타

### 빼꼼의 최초 언어구사
빼꼼이 최초로 말을 할 수 있게 되었다. 다만 사람하고 말을 걸 수 있는 것은 아니고 동물하고만 말을 걸 수 있다. 이 점은 호불호가 매우 심하게 갈린다는 주장도 있다. 또한 빼꼼의 손톱과 발톱이 작아진 것으로 보인다.